# Матвеевка (Северо-Казахстанская область)
Матвеевка (каз. Матвеевка) — село в Айыртауском районе Северо-Казахстанской области Казахстана. Входит в состав Константиновского сельского округа. Код КАТО — 593242700.

## Население
В 1999 году население села составляло 461 человек (232 мужчины и 229 женщин). По данным переписи 2009 года, в селе проживало 304 человека (156 мужчин и 148 женщин).

## Известные жители и уроженцы
- Михаил Прокофьевич Аношкин (1907—1995) — Герой Социалистического Труда.
- Кузоваткина, Антонида Алексеевна (1916-2005_ Герой Социалистического Труда.